# Sociologia industrial
A sociologia industrial, até recentemente uma área de pesquisa crucial no campo da sociologia do trabalho, examina "a direção e as implicações das tendências na mudança tecnológica, globalização, mercados de trabalho, organização do trabalho, práticas gerenciais e relações de emprego na medida em que essas tendências são intimamente relacionado aos padrões mutáveis de desigualdade nas sociedades modernas e às experiências mutantes de indivíduos e famílias, as maneiras pelas quais os trabalhadores desafiam, resistem e fazem suas próprias contribuições para a padronização do trabalho e a modelagem das instituições de trabalho. 
Sociologia Industrial, também conhecida como 'o estudo das organizações de trabalho', um termo que entrou em uso na meados do século XX, devido aos famosos experimentos conduzidos por George Elton Mayo e seus associados durante os anos 20 e início dos 30 na Hawthorne Works em Chicago. É a aplicação de abordagem sociológica da realidade e dos problemas da indústria. A sociologia industrial é uma disciplina aplicada. Preocupa-se com o estudo das relações humanas, uma vez que crescer e operar no campo das indústrias. Trata-se de conceitos sociológicos relevantes para indústria. Concentra-se nas organizações sociais do local de trabalho ou indústria. Ele estuda os padrões de interação entre as pessoas em termos de seus papéis nas organizações industriais. Organizações industriais também são estudados por outras disciplinas, tais como - gestão industrial, engenharia industrial, industrial psicologia e economia. Mas eles estudam os fenômenos da indústria de maneiras diferentes.
Embora a organização produtiva tenha elementos de relevância sociológica, o campo da sociologia industrial não se diferencia do corpo principal da sociologia com base na especialização analítica. O campo da sociologia industrial, então, está preocupado com a aplicação ou desenvolvimento de princípios da sociologia relevantes para o modo de produção industrial e o modo de vida industrial. Esta definição não exclui a possibilidade de princípios especiais na medida em que os fenômenos empíricos relevantes nesta área são distintos daqueles em outras áreas do comportamento humano. .

## Teoria do processo de trabalho
Um ramo da sociologia industrial é a teoria do processo de trabalho. Em 1974, Harry Braverman escreveu Labor and Monopoly Capital (Trabalho e Capital Monopolista), que forneceu uma análise crítica da gestão científica. Este livro analisou as relações produtivas capitalistas de uma perspectiva marxista. Seguindo Marx, Braverman argumentou que o trabalho dentro das organizações capitalistas era explorador e alienante e, portanto, os trabalhadores tinham que ser coagidos à servidão. Para Braverman, a busca dos interesses capitalistas ao longo do tempo acaba levando à desqualificação e rotinização do trabalhador. O design de trabalho taylorista é a personificação final dessa tendência.
Braverman demonstrou vários mecanismos de controle tanto na força de trabalho de colarinho azul quanto na força de trabalho clerical. Sua principal contribuição é a sua tese de "desqualificação". Braverman argumentou que os proprietários e gerentes capitalistas foram incessantemente direcionados a desqualificar a força de trabalho para reduzir os custos de produção e garantir maior produtividade. Trabalho desqualificado é barato e sobretudo fácil de controlar devido à falta de engajamento direto dos trabalhadores no processo de produção. Por sua vez, o trabalho torna-se intelectual ou emocionalmente insatisfatório; a falta de confiança capitalista na habilidade humana reduz a necessidade dos empregadores de recompensar os trabalhadores de uma forma econômica mínima.  
A contribuição de Braverman para a sociologia do trabalho e da indústria (isto é, sociologia industrial) tem sido importante e suas teorias sobre o processo de trabalho continuam a informar o ensino e a pesquisa. A tese de Braverman, entretanto, foi contestada, notadamente por Andrew Freidman em seu trabalho Industry and Labor (1977).  Nele, Freidman sugere que, embora o controle direto do trabalho seja benéfico para o capitalista em certas circunstâncias, um grau de "autonomia responsável" pode ser concedida a trabalhadores sindicalizados ou "essenciais", a fim de aproveitar suas habilidades em condições controladas. 
Além disso, Richard Edwards mostrou em 1979 que, embora a hierarquia nas organizações tenha permanecido constante, formas adicionais de controle (como controle técnico por meio de monitoramento de e-mail, monitoramento de chamadas; controle burocrático por meio de procedimentos de licença, doença etc.) foram adicionadas para favorecer os interesses da classe capitalista contra os trabalhadores. Duncan Gallie mostrou como é importante abordar a questão da habilidade a partir de uma perspectiva de classe social. Em seu estudo, a maioria dos trabalhadores não manuais, intermediários e qualificados acreditavam que seu trabalho exigia um nível mais alto de habilidade, mas a maioria dos trabalhadores manuais sentiu que a responsabilidade e a habilidade necessária em seu trabalho permaneceram constantes ou foram recusadas. Isso significa que as reivindicações de Braverman não podem ser aplicadas a todas as classes sociais. 
As afirmações de Blauner, entretanto, não reconhecem que a mesma tecnologia pode ser experimentada de várias maneiras. Estudos têm mostrado que diferenças culturais com relação às relações entre administração e sindicato, níveis de controle hierárquico e políticas de recompensa e avaliação de desempenho significam que a experiência do mesmo tipo de trabalho pode variar consideravelmente entre países e empresas. A individualização do trabalho e a necessidade de os trabalhadores terem habilidades mais flexíveis para responder às mudanças tecnológicas faz com que a caracterização da experiência de trabalho de Blauner não seja mais válida. Além disso, os trabalhadores hoje podem trabalhar em equipe para aliviar o sentimento de alienação dos trabalhadores, uma vez que estão envolvidos em todo o processo, e não apenas em uma pequena parte dele. Em conclusão, as tecnologias automáticas e os sistemas de trabalho computadorizados têm normalmente melhorado a satisfação no trabalho dos trabalhadores e o emprego de habilidades em empregos mais bem pagos e seguros nos setores público e privado. Mas, em trabalhos manuais menos qualificados, eles apenas perpetuam a insatisfação com o trabalho, especialmente para as muitas mulheres envolvidas neste tipo de trabalho.  